# Hans-Wilsdorf-Brücke
Die Hans-Wilsdorf-Brücke ⓘ (französisch Pont Hans-Wilsdorf) ist eine Strassenbrücke über den Fluss Arve im Quartier Plainpalais in der Stadt Genf. Die Stadt erinnert mit diesem Namen an den bayrischen Unternehmer Hans Wilsdorf, der in Genf 1920 die Uhrenmarke Rolex gegründet hat, die Fondation Hans Wilsdorf ins Leben rief und 1960 in der Stadt verstarb. Durch ihre besondere architektonische Gestaltung geht die Brücke weit über ihren rein funktionalen Zweck hinaus.

## Lage
Die Hans-Wilsdorf-Brücke ist die achte Arve-Flussquerung innerhalb der Schweiz und zugleich die vorletzte Flussquerung per Strasse, bevor er etwa 750 m später in die Rhône mündet. Die Brücke verbindet die beiden Stadtteile Plainpalais im Nordosten und Les Vernets im Südwesten sowie die innerstädtischen Strassen Rue d’Ecole de Médecine, die von hier aus in nordöstliche Richtung bis zum Marché de Plainpalais verläuft, und die Rue Hans Wilsdorf in direkter Verlängerung. Beide Strassen bilden eine gerade Strassenachse und sind zusammen einschliesslich der Flussquerung ca. 500 m lang.

## Baubeschreibung
Die Brücke verbindet Strassen, die in einer 30-km-Zone liegen. Bei der Planung wurde auf eine gute Durchlässigkeit für Fussgänger- und Veloverkehr geachtet. Für beide Gruppen von Verkehrsteilnehmern wurde damit, dass man ihnen je dreieinhalb Metern Breite bei 15,5 m Gesamtbreite eingeräumt hat, ein hoher Wert auf die Akzeptanz der Querung gelegt. «Die grosszügigen Abmessungen räumen dem Langsamverkehr eine privilegierte Stellung ein und binden so das Projekt in den Massstab des Quartiers ein.»
Die Brücke wird von einer ellipsoiden, strukturierten Stahlträgerkonstruktion umschlossen, die wieder aus elliptischen und gerade, verschweissten Hohlkastenprofilen gebildet wird. Das Bauwerk erinnert an das vom Schweizer Architekturbüro Herzog & de Meuron entworfene, «Vogelnest» genannte Nationalstadion Peking. Sowohl die Betonkonstruktion für die Fahrbahndecke hat eine Masse von 1'500 Tonnen als auch die Stahlkonstruktion für die offene Hülle. Den Stahlbau besorgten Zwahlen et Mayr.

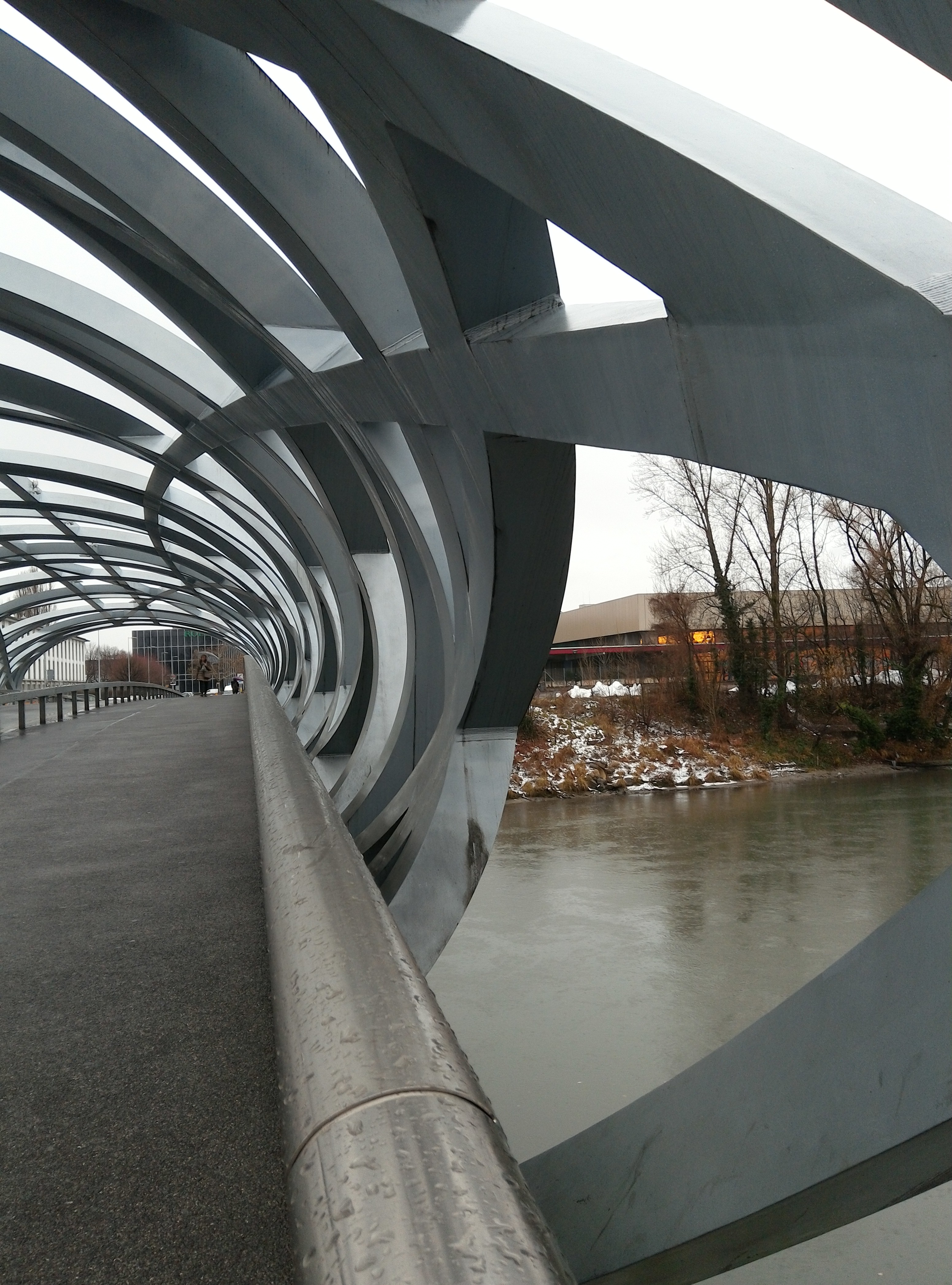
Breiter Velo- und Fussweg mit wenig Steigung zur Flussmitte hin.
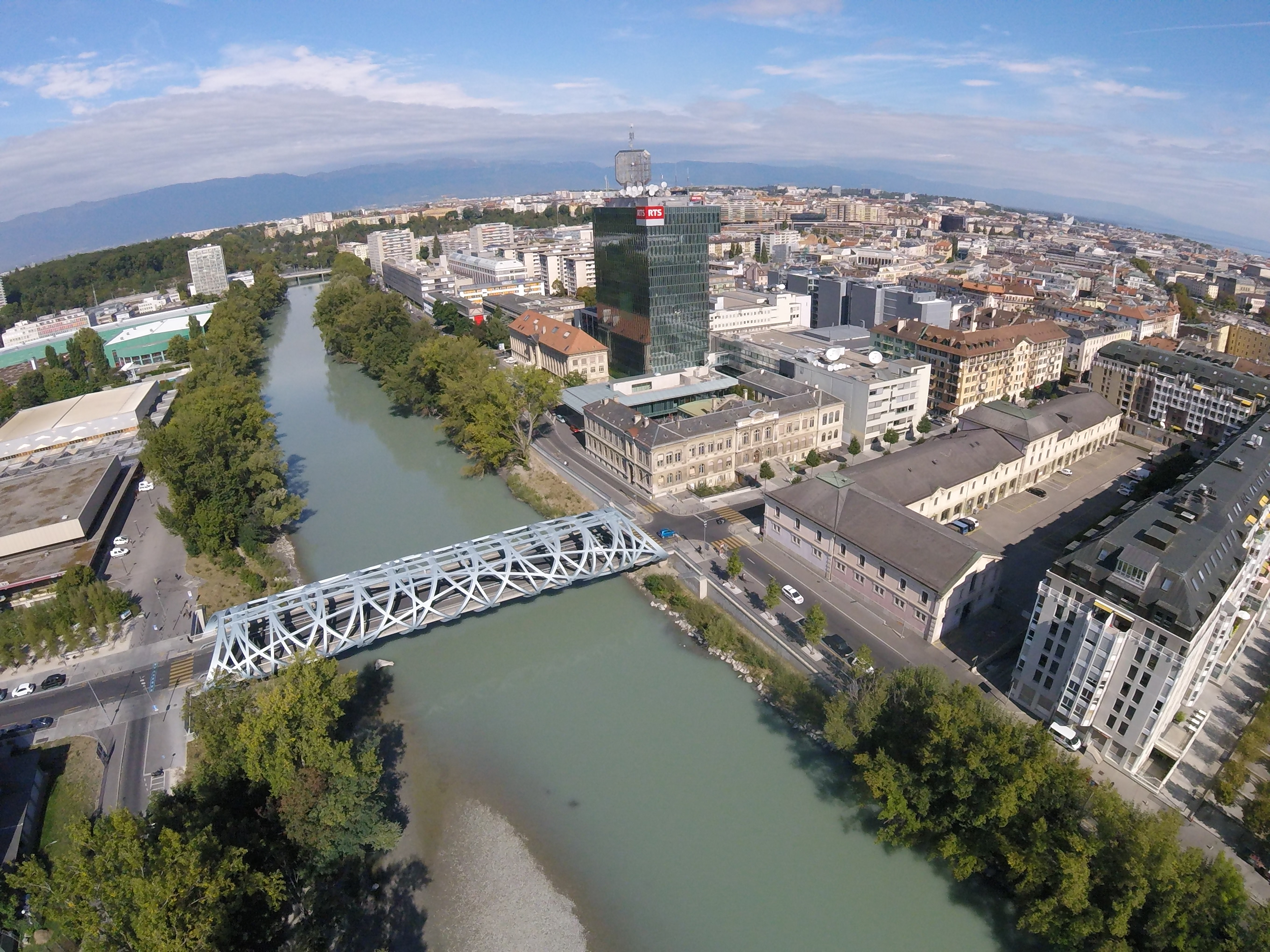
Gesamtansicht
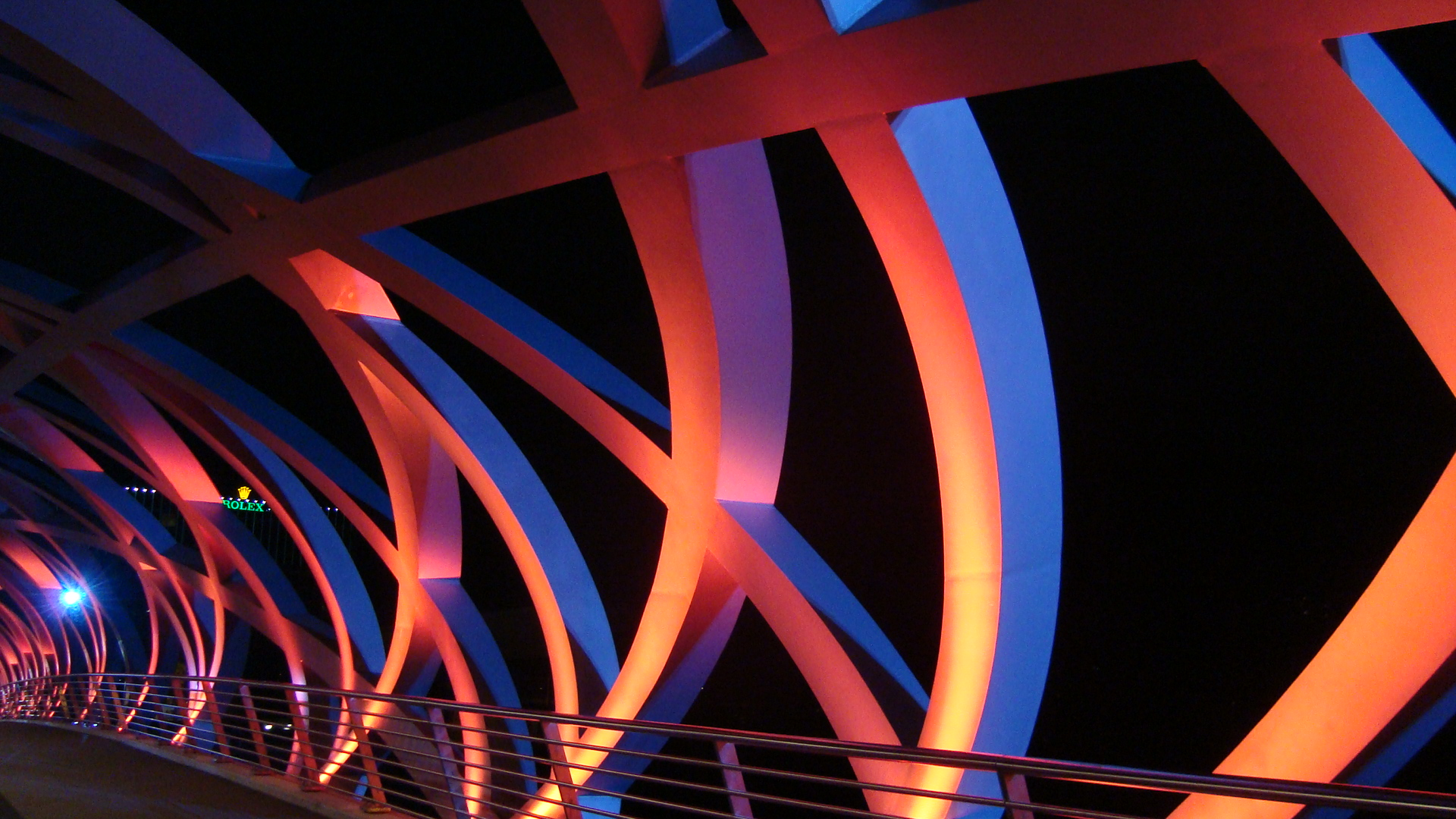
Brückeninnenkonstruktion bei Nacht.

## Geschichte
Seit 1952 befand sich an dieser Stelle die Passerelle de l’École-de-Médecine, die von der Schweizer Armee nur provisorisch für die nahe gelegene Kaserne errichtet worden war. Wegen Baumängeln war seit August 2007 ihre Benutzung mit Kraftfahrzeugen untersagt. In die Diskussion zur Zukunft der Brücke schaltete sich die Fondation Hans Wilsdorf ein und bot eine Finanzierungsbeteiligung an.

## Rezeption
Die Bauwirtschaft war nach Fertigstellung voll des Lobes. So schrieb der Fachverband Stahlbau Zentrum Schweiz, das Medienorgan des Schweizerischer Ingenieur- und Architektenvereins, die «Brücke gehöre zur Ingenieurbaukunst schlechthin», weil erst durch das «Zusammenwirken von Statik und architektonischem Ausdruck» ein Kunstwerk entstehe.
2013 wurde die Brücke mit dem European Steel Design Award ausgezeichnet.